# Stellaria minutifolia
Stellaria minutifolia är en nejlikväxtart som beskrevs av Bassett Maguire. Stellaria minutifolia ingår i släktet stjärnblommor, och familjen nejlikväxter. Inga underarter finns listade i Catalogue of Life.